# Protoaceromonas
Protoaceromonas, rod zelenih algi u porodici Pyramimonadaceae, dio reda Pyramimonadales. Pripada joj 4 slatkovodne vrste

## Opis
Jednoćelijski bičevi s dva jednaka prednja biča. Stanica zaobljena, jedva spljoštena, metabolička. Periplast nabran ili s malim bodljama. Kloroplasti parijetalni, s nekoliko pirenoida. Stigma prisutna kod jedne vrste. Tri poznate vrste razlikuju se po veličini i obliku stanica, po strukturi periplasta i po prisutnosti ili odsutnosti stigme i kontraktilnih vakuola. Vrlo slabo poznat rod opisan iz slatke vode u Hongkongu i Brazilu.

## Vrste
1. Protoaceromonas orbicularis Skvortsov
2. Protoaceromonas rugosa Skvortsov
3. Protoaceromonas spinosa Skvortsov